# NGC 6143
NGC 6143 is een balkspiraalstelsel in het sterrenbeeld Draak. Het hemelobject werd op 24 april 1789 ontdekt door de Duits-Britse astronoom William Herschel.

## Synoniemen
- UGC 10358
- MCG 9-27-24
- ZWG 276.11
- IRAS 16205+5512
- PGC 57919